# Orléans
Orléans je zgodovinsko in glavno mesto osrednje francoske regije Center-Val de Loire, občina in prefektura departmaja Loiret in približno 120 kilometrov jugozahodno od Pariza.
Orléans leži ob reki Loari, ugnezden v osrčju doline Loare, ki je uvrščena na seznam Unescove svetovne dediščine, kjer reka zavije proti jugu proti Centralni masiv|Centralnemu masivu]g. Leta 2019 je imelo mesto znotraj občinskih meja 116.269 prebivalcev. Orléans je središče Orléans Métropole, ki ima 288.229 prebivalcev. Večje metropolitansko območje ima 451.373 prebivalcev, kar je 20. največje v Franciji.
Mesto dolguje svoj razvoj od antike trgovskim izmenjavam, ki izhajajo iz reke. Pomembno rečno trgovsko pristanišče je bilo sedež skupnosti trgovcev, ki so pogosto hodili po Loari. V merovinškem obdobju je bilo glavno mesto francoskega kraljestva in je imelo pomembno vlogo v stoletni vojni, še posebej znano po vlogi Ivane Orleanske med obleganjem Orléansa. Vsak prvi teden v maju od leta 1432 se mesto med Ivaninimi prazniki pokloni »Deklici Orléanski«, ki je uvrščena na seznam nesnovne kulturne dediščine v Franciji. Eno najstarejših evropskih univerz je leta 1306 ustanovil papež Klemen V. in jo leta 1966 ponovno ustanovil kot Univerzo v Orléansu, ki je leta 2019 gostila več kot 20.000 študentov.
Otok Île d'Orléans v Quebecu v Kanadi , Orléans v Ontariu in nekdanji francoski koloniji New Orleans v Louisiani so poimenovani po Orléansu v Franciji.

## Zgodovina

### Prazgodovina in Rimsko cesarstvo
Cenabum je bil galsko oporišče, eno glavnih mest plemena Carnuti, kjer so Druidi imeli svojo letno skupščino. Carnute so pobili, mesto pa je uničil Julij Cezar leta 52 pr. n. št.. V poznem 3. stoletju našega štetja je rimski cesar Avrelijan ponovno zgradil mesto in ga po sebi preimenoval v civitas Aurelianorum (Avrelijanovo mesto). Ime se je kasneje razvilo v Orléans.
Leta 442 je Flavij Aetij, rimski poveljnik v Galiji, zaprosil Goara, poglavarja iranskega plemena Alanov v regiji, da pride v Orleans in nadzoruje uporne domorodce in Vizigote. V spremstvu Vandalov so Alani leta 408 prečkali Loaro. Ena od njihovih skupin, pod Goarjem, se je pridružila rimskim silam Flavija Aetija, da bi se borila proti Atili, ko je leta 451 vdrl v Galijo, in sodelovala v bitki pri Châlonu pod njihovim kraljem Sangibanom. Goar je svojo prestolnico ustanovil v Orléansu. Njegovi nasledniki so kasneje prevzeli posestva v regiji med Orléansom in Parizom. Nastanjeni v Orléansu in ob Loari so bili neposlušni (ubijali so mestne senatorje, ko so menili, da so bili plačani prepočasi ali premalo) in so jim lokalni prebivalci zamerili. Številni prebivalci okoli sedanjega mesta imajo imena, ki pričajo o prisotnosti Alanov – Allaines. Tudi veliko krajev v regiji nosi imena alanskega izvora.

### Zgodnji srednji vek
V merovinškem obdobju je bilo mesto glavno mesto kraljestva Orléans po razdelitvi kraljestva s strani Klodvika I., nato pa je pod Kapetingi postalo glavno mesto grofije in vojvodine, ki jo je v apanaži imela hiša Valois-Orléans. Družina Valois-Orléans je kasneje pristopila na francoski prestol prek Ludvika XII., nato pa Franca I. Leta 1108 je Ludvik VI. Francoski postal eden redkih francoskih monarhov, ki so bili okronani zunaj Reimsa, ko ga je v orléanski stolnici okronal Daimbert, nadškof v Sensu.

### Visoki srednji vek
Mesto je bilo vedno strateška točka na Loari, saj je bilo na skrajni severni točki reke in tako najbližje Parizu. Čez nevarno reko Loaro je bilo nekaj mostov, Orléans je imel enega od njih in je tako postal – skupaj z Rouenom in Parizom – eno izmed treh najbogatejših mest v srednjeveški Franciji.
Na južnem bregu je »châtelet des Tourelles« varoval dostop do mostu. To je bilo prizorišče bitke 8. maja 1429, ki je Ivani Orleanski omogočil vstop in odstranitev obleganja Plantagenetov med stoletno vojno s pomočjo kraljevih generalov Dunoisa in Florenta d'Illiersa. Prebivalci mesta so ji ostali zvesti in hvaležni vse do danes, klicali so jo »la pucelle d'Orléans« (devica orléanska), ji ponudili hišo meščanskega razreda v mestu in prispevali k njeni odkupnini, ko je je bil ujeta.

### 1453 do 1699
Ko se je stoletna vojna končala, si je mesto povrnilo nekdanjo blaginjo. Most je prinesel cestnine in davke, prav tako trgovci, ki so šli skozi mesto. K njegovemu razcvetu je veliko pripomogel tudi kralj Ludvik XI., ki je oživil kmetijstvo v okolici (zlasti izjemno rodovitno zemljo v okolici Beauceja) in znova zagnal gojenje žafrana v Pithiviersu. Kasneje, v času renesanse, je mestu koristilo to, da je postalo modno za bogate gradove, da potujejo po dolini Loare (modo, ki jo je začel sam kralj, čigar kraljeva področja so vključevala bližnje dvorce v Chambordu, Amboiseu, Bloisu in Chenonceauju).
Univerza v Orléansu je tudi prispevala k prestižu mesta. Specializirala se je za pravo in je bila zelo cenjena po vsej Evropi. Tam so sprejeli in nastanili Jeana Calvina (in med bivanjem napisal del svojih reformnih tez), v zameno pa je Henrik VIII. Angleški (ki se je opiral na Calvinovo delo, ko se je ločil od Rima) ponudil financiranje štipendije na univerzi. Veliko drugih protestantov je dobilo zatočišče v mestu. Jean-Baptiste Poquelin, bolj znan pod psevdonimom Molière, je prav tako študiral pravo na univerzi, a je bil izključen, ker se je udeležil karnevala, ki je bil v nasprotju z univerzitetnimi pravili.
Od 13. decembra 1560 do 31. januarja 1561 so francoske generalne države po smrti Franca II., najstarejšega sina Katarine Medičejske in Henrika II. Umrl je v hotelu Groslot v Orléansu s svojo kraljico Marijo ob strani.
Stolnica je bila večkrat prezidana. Za sedanjo stavbo je prvi kamen položil Henrik IV., delo na njej pa je trajalo stoletje. Tako je mešanica slogov pozne renesanse in zgodnjega sloga Ludvika XIV. ter ena zadnjih stolnic, ki so bile zgrajene v Franciji.

### 1700–1900
Ko je Francija kolonizirala Ameriko, je bilo ozemlje, ki ga je osvojila, ogromno, vključno s celotno reko Misisipi (katere prvo evropsko ime je bilo reka Colbert), od njenega ustja do izvira na mejah Kanade. Njegovo glavno mesto so poimenovali New Orleans (la Nouvelle-Orléans) v čast regenta Ludvika XV., vojvode Orleanskega, naseljeno pa je bilo s francoskimi prebivalci pred grožnjo britanskih čet na severovzhodu.
Vojvode Orléanski so komajda kdaj obiskali svoje mesto, saj so kot kraljevi bratje ali bratranci prevzeli tako pomembno vlogo v dvornem življenju, da so ga komaj kdaj lahko zapustili. Vojvodstvo Orléans je bilo največje med francoskimi vojvodinami, ki se je začelo pri Arpajonu, nadaljevalo do Chartresa, Vendôma, Bloisa, Vierzona in Montargisa. Vojvodov sin je nosil naziv vojvoda Chartresa. Dediščine velikih družin in zakonskih zvez so jima omogočile kopičenje ogromnega bogastva, za enega od njiju, Filipa Égalitéja, pa včasih pravijo, da je bil takrat najbogatejši človek na svetu. Njegov sin, kralj Ludvik-Filip I. Francoski, je podedoval družinsko bogastvo Penthièvre in Condé.
Leta 1852 so bile ustanovljene železniške družbe Pariz-Orléans in znameniti Gare d'Orsay v Parizu. V francosko-pruski vojni leta 1870 je mesto zaradi svoje geografske lege ponovno postalo strateško pomembno in 13. oktobra istega leta so ga zasedli Prusi. Armée de la Loire je bila ustanovljena pod ukazom generala d'Aurelle de Paladines in se je ustalila nedaleč od Orléansa v Beauceju.

### 1900 do danes
Med drugo svetovno vojno je nemška vojska železniško postajo Orléans Fleury-les-Aubrais naredila za eno svojih osrednjih logističnih železniških vozlišč. Pont Georges V. je bil preimenovan v pont des Tourelles. V Beaune-la-Rolande je bilo zgrajeno tranzitno taborišče za deportirance. Med vojno je ameriško letalstvo močno bombardiralo mesto in železniško postajo ter povzročilo veliko škode. Mesto je bilo eno prvih, ki so ga obnovili po vojni: načrt obnove in izboljšave mesta, ki sta ga začela Jean Kérisel in Jean Royer, je bil sprejet že leta 1943, dela pa so se začela že v začetku leta 1945. Ta obnova delno identično reproducirali izgubljeno, kot je Royale in njegove arkade, uporabili pa so tudi inovativne tehnike montaže, kot je Îlot 4 pod vodstvom arhitekta Pola Abrahama.
Nekdanje veliko mesto je danes povprečno veliko mesto z 250.000 prebivalci. Še vedno uporablja svoj strateško osrednji položaj, manj kot uro od francoske prestolnice, da bi privabil podjetja, ki jih zanima zmanjšanje transportnih stroškov.

## Geografija
Orléans leži na severnem okljuku Loare, ki prečka vzhod proti zahodu. Orléans spada v odsek Doline Loare (Vallée de la Loire med Sully-sur-Loire in Chalonnes-sur-Loire), ki ga je UNESCO leta 2000 vpisal na seznam svetovne dediščine. Glavno mesto Orléanaisa (nekdanja francoska provinca), 120 kilometrov jugozahodno od Pariza, na severu meji na regijo Beauce, natančneje na Orléanski gozd (francosko forêt d'Orléans) in sosesko Orléans-la-Source, ter na regijo Sologne na jugu.
Pet mostov v mestu prečka Loaro: Pont de l'Europe, Pont du Maréchal Joffre (imenovan tudi Pont Neuf), Pont George-V (imenovan tudi Pont Royal, po katerem poteka občinski tramvaj), Pont René-Thinat in Pont de Vierzon (železniški most).
Severno od Loare (rive droite) je majhen hrib (102 m) pri mostu Jurija V., 110 m pri Place du Martroi), ki se rahlo dviga do 125 m pri la Croix Fleury, na mejah Fleury-les-Aubrais. Nasprotno pa je na jugu (na rive gauche) blaga depresija do približno 95 m nadmorske višine (pri Saint-Marceauju) med Loaro in reko Loiret, označena kot »neuporabno območje« (območje tveganja poplav). 
Konec 1960-ih je nastala soseska Orléans-la-Source, 12 kilometrov južno od prvotne občine in ločena z Val d'Orléansom in reko Loiret (katere izvir je v Parc Floral de la Source). Nadmorska višina te četrti se giblje od približno 100 do 110 m (330 do).

### Podnebje
Orléans ima oceansko podnebje (Köppnova podnebna klasifikacija Cfb), podobno kot v večjem delu osrednje Francije. Julij, najtoplejši mesec, ima povprečno temperaturo 19,4 °C in najvišjo 25,4 °C, medtem ko ima januar, najhladnejši mesec, povprečno temperaturo 3,9 °C in povprečno najnižjo temperaturo 1,1 °C, čeprav ima februar nižjo povprečno najnižjo temperaturo kot januar pri 0,9 °C. Rekordno visoka temperatura je 41,3 °C, zabeležena julija, medtem ko je bila rekordno nizka temperatura -19,8 °C zabeležena januarja.
Padavine so enakomerno porazdeljene skozi vse leto, pri čemer Orléans prejme 642,5 milimetrov padavin letno. Vendar pa so nekateri meseci nekoliko bolj vlažni od drugih, pri čemer najbolj suh mesec prejme 44,4 milimetra dežja, najbolj namočen pa povprečno 64,4 milimetra padavin. Padavinski dnevi so različni, v poletnih mesecih jih je manj kot v drugih letnih časih. Vlažnost je vse leto visoka, vendar se poleti nekoliko zmanjša. Orléans prejme 1767,3 ure sonca letno, pri čemer je poletje najbolj sončna sezona, zima pa najmanj sončna sezona. Najbolj sončen mesec je avgust, v povprečju 224,6 sončne ure, najmanj pa v decembru, v povprečju 56,6 sončne ure.

### Uprava
Orléans je sedež šestih kantonov:
- Kanton Orléans 1
- Kanton Orléans 2
- Kanton Orléans 3
- Kanton Orléans 4
- Kanton La Ferté-Saint-Aubin
- Kanton Orléans Métropole

Mesto je tudi sedež okrožja, v katerega so poleg njegovih vključeni še kantoni Artenay, Beaugency, Châteauneuf-sur-Loire, Chécy, Cléry-Saint-André, La Ferté-Saint-Aubin, Fleury-les-Aubrais, Ingré, Jargeau, Meung-sur-Loire, Neuville-aux-Bois, Olivet, Ouzouer-sur-Loire, Patay, Saint-Jean-de-Braye, Saint-Jean-de-la-Ruelle, Saint-Jean-le-Blanc in Sully-sur-Loire s 402.580 prebivalci.

## Znamenitosti
- Orléanska stolnica ali stolnica sv. Križa (francosko Basilique Cathédrale Sainte-Croix d'Orléans), zgrajena med letoma 1601 in 1829. Prvotno je bila zgrajena od leta 1278 do 1329. Delno so jo leta 1568 uničili hugenoti med francoskimi verskimi vojnami, a je bila med letoma 1601 in 1829 ponovno zgrajena.[14] Stavba je v gotskem arhitekturnem slogu.
- Hôtel Groslot; palačo je zgradil je Jacques Ier Androuet du Cerceau med letoma 1550 in 1555 za Jacquesa Groslota, sodnega izvršitelja Orléansa. Leta 1560 je tam umrl francoski kralj Franç II. Tam so bivali kralji Karel IX., Henrik III. in Henrik IV. Hôtel je bil obnovljen leta 1850. Stavba je leta 1790 postala mestna hiša Orléansa (poroke še vedno praznujejo v njej).
- Trg La place du Martroi v središču mesta, s konjeniškim kipom Ivane Orleanske v središču, ki ga je izdelal Denis Foyatier. Ta kip je bil med drugo svetovno vojno poškodovan, nato pa ga je popravil Paul Belmondo, oče slavnega francoskega igralca iz 1950-ih do 1980-ih.
- škofijska palača iz 17. stoletja,
- Most Jurija V. - Le pont royal ali Pont George V; najstarejši most v mestu. Zgrajen med letoma 1751 in 1760 na zahtevo Daniel-Charlesa Trudaina, upravitelja in gradbenega inženirja. Po prvi svetovni vojni so ga zaradi spoštovanja vloge Velike Britanije v vojni preimenovali v čast kralja Jurija V.
- Univerza v Orléansu; (stavba iz 15. stoletja, v kateri je soba za diplomsko delo), ki jo je leta 1306 ustanovil papež Klemen V., v kateri je poleg mnogih drugih velikih zgodovinskih osebnosti študiral in poučeval protestant Jean Calvin. Univerza je bila tako znana, da je pritegnila študente iz vse Evrope, zlasti iz Nemčije. Mesto Orléans je ena od zibelk protestantizma.
- Pont de l'Europe ki ga je zasnoval Santiago Calatrava, je most z nagnjeno tetivo loka in je še posebej izviren.

## Pobratena mesta
Orleans je pobraten z:
| Mesto        | Država                     | od                 |
| ------------ | -------------------------- | ------------------ |
| Dundee       | Združeno kraljestvo        | 1946               |
| Krakov       | Poljska                    | 1992               |
| Kristiansand | Norveška                   | 1973               |
| Lugoj        | Romunija                   | 1994               |
| Münster      | Nemčija                    | 1960               |
| New Orleans  | Louisiana, ZDA             | 2018               |
| Parakou      | Benin                      | 1993 (sodelovanje) |
| Perm         | Rusija                     |                    |
| Saint-Flour  | Francija                   | 1986               |
| Tarragona    | Španija                    | 1978               |
| Treviso      | Italija                    | 1959               |
| Utsunomiya   | Japonska                   | 1989               |
| Wichita      | Kansas, ZDA                | 1973               |
| Jangdžou     | Ljudska republika Kitajska | 2018               |

Partnerstvo s Trevisom je bilo 18. decembra 2007 začasno prekinjeno zaradi različnih homofobnih in rasističnih izjav Giancarla Gentilinija, župana Trevisa.